# ASC Düsseldorf

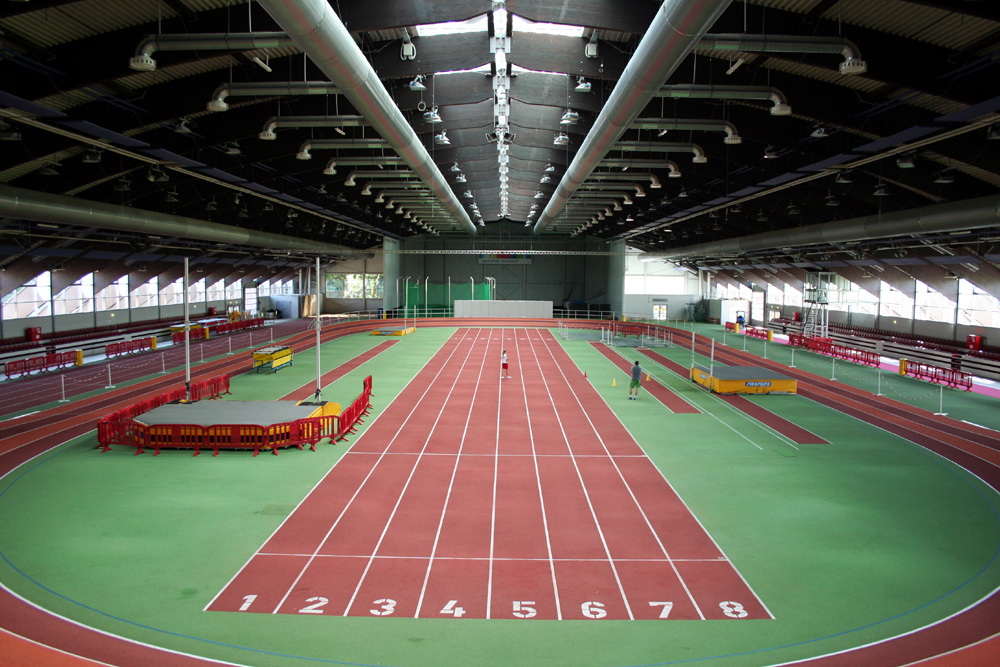
Leichtathletikhalle im Arena-Sportpark

Der Athletik-Sport-Club Düsseldorf e. V., kurz ASC Düsseldorf, ist ein im Jahr 1995 gegründeter deutscher Sportverein in Düsseldorf. Aushängeschild ist die Leichtathletikabteilung.
Ursprünglich wurde der Verein mit den Abteilungen Leichtathletik und Gymnastik gegründet. Mittlerweile wurde das Sportangebot um eine Volleyballabteilung mit drei Mannschaften, einer Turnabteilung erweitert. Die Mitgliederzahl liegt momentan bei circa 630 (Stand: Dezember 2021). Damit zählt der ASC Düsseldorf zu den größten Leichtathletikvereinen in Düsseldorf.
Erfolgreichste Athletin des Vereins ist Stabhochspringerin Anna Battke, die in Düsseldorf ihre Leichtathletikkarriere begann und später für den USC Mainz Dritte bei den Halleneuropameisterschaften 2009 wurde.

## Bekannte Athleten
- Anna Battke
- Nadine Beckel
- Daniela Rath
- Thomas Smet
- Marlen Spielvogel
- Simon Hosten

## Sportstätte
Die Trainings- und Wettkampfstätte der Leichtathletikabteilung des ASC Düsseldorf ist der Arena-Sportpark Düsseldorf. Dort findet man optimale Bedingungen vor.
Im Sommer trainieren die Athleten auf der Nebenkampfbahn, die aus einer 400 Meter-Rundbahn besteht. Zusätzlich befinden sich dort mehrere Weitsprung-, zwei Hochsprung- und eine Stabhochsprunganlage. Dort wird in jedem Jahr das Schülerhallensportfest des Vereins, welches Sportler aus dem gesamten Umland und den Niederlanden anzieht, veranstaltet.
Im Winter ziehen die Trainingsgruppen in die benachbarte Leichtathletikhalle, die im Jahr 1977 zum Leichtathletik-Weltcup im Rheinstadion erbaut wurde. Die im Jahr 2004 umgebaute Halle ist die größte in Düsseldorf. Sie zählt zu den modernsten Leichtathletikhallen in Deutschland. Sie ist mit einer Tribüne, auf der 2000 Zuschauer Platz finden, ausgestattet. In der Halle befindet sich eine 200-m-Indoor-Kunststoffbahn, zwei Stabhochsprung-, zwei Hochsprunganlagen, drei Weitsprunganlagen, acht 60-m-Sprintbahnen im Innenraum, eine Kugelstoßanlage, eine 110-m-Sprintgerade sowie ein Kraftraum.
Die anderen Abteilungen nutzen einige der vielen Sporthallen in der Stadt Düsseldorf.